# Калиниченко, Лаврентий Максимович
Лаврентий Максимович Калиниченко (08.09.1908 — 23.09.1972) — командир стрелкового отделения 1323-го стрелкового Пинского Краснознамённого полка (415-я стрелковая Мозырьская Краснознамённая дивизия, 9-й гвардейский стрелковый Брестский корпус, 61-я армия, 1-й Белорусский фронт), красноармеец, участник Великой Отечественной войны, кавалер ордена Славы трёх степеней.

## Биография
Родился 8 сентября 1908 года в селе Дегтяри Прилуцкого уезда Полтавской губернии, ныне посёлок городского типа Сребнянского района Черниговской области Украины. Из семьи крестьянина. Украинец.
Окончил 4 класса сельской начальной школы соседнего села Горобиевка в 1920 году. Занимался крестьянским хозяйством, во время коллективизации вступил в колхоз.
Во время Великой Отечественной войны, в 1941-1943 годах, пережил немецкую оккупацию в родных краях.
В Красную армию был призван вскоре после освобождения Сребнянского района, в сентябре 1943 года Сребрянским районным военкоматом Черниговской области Украинской ССР. В действующей армии на фронтах Великой Отечественной войны с июня 1944 года. В 1944-1945 годах воевал в 415-й стрелковой дивизии на 1-м Белорусском фронте (за исключением короткого периода в сентябре-октябре 1944 года, когда дивизия передавалась на 3-й Прибалтийский фронт), сначала был миномётчиком, а в самом начале 1945 года его перевели в стрелки. Вскоре он уже был командиром стрелкового отделения.
Миномётчик стрелкового батальона 1323-го стрелкового полка (415-я стрелковая дивизия, 61-я армия, 1-й Белорусский фронт) красноармеец Л. М. Калиниченко отличился в ходе Белорусской стратегической наступательной операции. В период с 12 по 14 июля 1944 года участвовал в десантной операции по освобождению областного центра города Пинска (ныне в составе Брестской области Белоруссии). Высадившись с катеров Днепровской военной флотилии в Пинском речном порту, бойцы освободили часть города и трое суток вели тяжёлый бой, не давая немцам перебросить войска против атакующих частей 61-й армии. В уличных боях в Пинске метким огнём из миномёта подавил 3 пулемётные точки и вывел из строя до 15 гитлеровцев.
За образцовое выполнение боевых заданий командования на фронте борьбы с немецкими захватчиками и проявленные при этом доблесть и мужество приказом по 415-й стрелковой дивизии № 85/н от 25 июля 1944 года красноармеец Калиниченко Лаврентий Максимович награждён орденом Славы 3-й степени.
Командир стрелкового отделения 1323-го стрелкового полка сержант Л. М. Калиниченко вновь отличился в ходе Восточно-Померанской наступательной операции. Почти 10 суток 61-я армия штурмовала мощный укрепрайон вокруг города Альтдамм (ныне город Домбе, Великопольское воеводство, Польша). Был один раз ранен – 28 февраля 1945 года осколок попал ему в руку. В бою 18 марта 1945 года уже на улицах Альтдамма огнём из ручного пулемёта Калиниченко стойко отбивал контратаки гитлеровцев. Когда советские части сами перешли в наступление, пулемётным огнём подавил 3 пулемётные точки и уничтожил до 10 вражеских солдат.
За образцовое выполнение боевых заданий Командования на фронте борьбы с немецкими захватчиками и проявленные при этом доблесть и мужество приказом войскам 61-й армии № 456/н от 22 апреля 1945 года сержант Калиниченко Лаврентий Максимович награждён орденом Славы 2-й степени.
Командир стрелкового отделения старший сержант Л. М. Калиниченко вновь отличился в Берлинской наступательной операции, где 415-я стрелковая дивизия наступала севернее Берлина. При форсировании реки Одер в районе населённого пункта Бад-Фрайенвальде (Германия) 19 апреля 1945 года истребил свыше 10 гитлеровцев. Переправившись с группой бойцов на левый берег реки, отбил несколько контратак противника, лично уничтожив 6 солдат. Бойцы удержали плацдарм, а когда на него переправились другие подразделения полка, сами перешли в атаку и вынудили противника к отходу. При преследовании Л. М. Калиниченко уничтожил ещё 3 гитлеровцев и 2 взял в плен.
За образцовое выполнение боевых заданий Командования на фронте борьбы с немецкими захватчиками и проявленные при этом доблесть и мужество Указом Президиума Верховного Совета СССР от 15 мая 1946 года старший сержант Калиниченко Лаврентий Максимович награждён орденом Славы 1-й степени. Стал полным кавалером ордена Славы.
В октябре 1945 года старший сержант Л. М. Калиниченко демобилизован.
Жил в своём родном посёлке Дегтяри. Работал в местном колхозе.
Скончался 23 сентября 1972 года. Похоронен в Дегтярях.

## Награды
- Орден Красной Звезды (20.02.1945)[3]
- Орден Славы 1-й (15.05.1946)[4], 2-й (22.04.1945)[5] и 3-й (25.07.1944)[6] степеней
- медали, в том числе:
  - «За отвагу»(10.11.1944)[7]
  - «В ознаменование 100-летия со дня рождения Владимира Ильича Ленина» (6 апреля 1970)
  - «За победу над Германией» (9 мая 1945[8])
  - «За взятие Берлина» (9 мая 1945[8])
  - «20 лет Победы в Великой Отечественной войне 1941—1945 гг.» (7 мая 1965[9])
  - «30 лет Победы в Великой Отечественной войне 1941—1945 гг.»[10]
  - «30 лет Советской Армии и Флота»[11]
  - «40 лет Вооружённых Сил СССР»[12]
  - «50 лет Вооружённых Сил СССР» (26 декабря 1967[13])
- Знак «25 лет победы в Великой Отечественной войне» (1970)

## Память
- На могиле установлен надгробный памятник.
- Имя воина увековечено в Главном Храме Вооружённых сил России, и навсегда запечатлено на мемориале «Дорога памяти» [14].